# 서울 당인동 부군당 무신도
당인동 부군당 무신도(唐人洞 府君堂 巫神圖)는 서울특별시 마포구 당인동에 있는 무신도이다. 2017년 8월 10일 서울특별시의 민속문화재 제36호로 지정되었다.

## 지정 사유
당인동 부군당의 무신도 8점은 양식과 도상, 채색방식으로 보아 한 명의 화승에 의해 20세기 초에 일괄적으로 그려진 것으로 보인다. 19세기 말~20세기 초 서울·경기지역 탱화에 유행하던 레이스 모양의 꽃무늬 띠 문양이 옷깃과 소매에 집중적으로 나타나고, 근대기 서양화법의 영향을 받은 일부 탱화에 보이는 다양하면서 정련된 색감의 배치가 나타난다. 무신도로는 보기 드물게 지장시왕탱이나 현왕탱과 같은 명부(冥府) 계통의 탱화에서 자주 나타나는 정교한 기하학적 문양이 그려져 있다.
도상의 존명도 무신도로는 흔치 않게 한글이 아닌 한문으로 쓰여 있으며, 예서체와 비슷한 글씨로 반듯하게 격이 있게 쓰여 있고 낙관을 찍듯 도상의 위치를 고려해 묵서하였다. 당인동 부군당의 무신도는 전체적으로 현존하는 서울지역 무신도들 가운데 제작시기가 앞서며 무신도로는 보기 드문 화려한 색채감과 정치한 회화성을 지니고 있어 서울시 민속문화재로 지정한다.

## 조사 보고서
현존상태는 전체적으로 양호하나 배접상태가 족자에서 액자로 바뀌면서 구김 및 박리, 곰팡이 발생 등의 문제가 발생되었다. 전체적으로 화면 상태는 양호하나 원래의 흰색바탕에 칠해진 은색[銀粉] 개채로 인해 화면이 많이 왜곡되었고, 존명의 글씨 부분에도 인위적인 방제 모양이 남아 있다.
무신도의 제작연대는 양식적 특징으로 보면, 20세기 초에 활발히 활동하던 한 명의 화승에 의해 일괄로 제작된 것이다. 전통적인 탱화의 영향이 나타나며 무신도라는 새로운 영역에 도상적인 창의성이 접목됐다. 화승이 그렸음에도 용궁부인에는 여의주로 청룡을 제압하는 해학적인 장면이 표현되어 있고, 삼불제에는 원근법에 기반한 매우 감각적인 구름 배치가 드러나 있으며, 신선은 정치한 한 폭의 도석인물화와 같고, 부군주와 부군부인은 천원지방(天圓地方)에 따라 존격이 표현됐으며, 대장군은 비교적 이른 시기의 무신도 도상에 나타나는 교상(交牀)에 앉아 있고 화려한 비단 문양과 더불어 망건에 걸린 패영의 정교한 금고리 장식이 돋보인다. 이들 무신도를 양쪽에서 수호하는 좌제장군과 우제장군은 비교적 현실적인 얼굴표현에 덕장의 풍모가 잘 드러나 있다. 전체적으로 보면, 존격들의 얼굴은 맑고 원만하며, 19세기 말~20세기초 서울 경기지역 탱화에 유행하던, 레이스 모양의 꽃무늬 띠 문양이 옷깃과 소매에 집중적으로 나타나고, 근대기 서양화법의 영향을 받은 일부 탱화들에 보이는 다양하면서 정련된 색감의 배치가 나타난다. 화면의 색은 채도가 낮은 연녹색, 다자색 등에 청색과 주홍색을 대비적으로 설채했다. 여기에 금박을 비롯해 황토색과 노란색을 특징적으로 사용해 전체적으로 다양하면서 화려하고 담채와 같은 명징함도 있다. 무신도로는 보기 드물게 정교한 기하학적인 문양 등이 그려져 있는데, 이것은 지장시왕탱이나 현왕탱과 같은 명부(冥府) 계통의 탱화에서 자주 나타나는 장식 문양이다.
또한 도상의 존명도 무신도로는 흔치 않게 한글이 아닌 한문으로 쓰여 있다. 예서체와 비슷한 글씨로 세로로 반듯하게 격이 있게 쓰여 있고, 낙관을 찍듯 도상의 위치를 고려해 묵서(墨書)하였다.
당인동 부군당의 무신도 8점은 기년명이 없어 제작연대를 정확히 알 수 없지만, 양식과 도상적 특징으로 보면, 20세기 초에 활동하던 화승이 그린 무신도임을 알 수 있다. 전체적으로 현존하는 서울지역 무신도들 가운데 제작시기가 앞서며 또한 무신도로는 보기 드문 화려한 색채감과 정치한 회화성을 지니고 있어서 중요 자료로서 보존할 가치가 있다고 판단된다. 이에 서울특별시 민속문화재로 지정하여 관리함이 바람직할 것으로 사료된다.

## 참고 자료
- 당인동 부군당 무신도 - 국가유산청 국가유산포털